# Đá Lạc
Đá Lạc (tiếng Anh: gọi chung đá Gaven và đá Lạc là Gaven Reefs; tiếng Trung: 小南薰礁, bính âm: Xiǎo Nánxūn jiāo, Hán Việt: Tiểu Nam Huân tiêu) là một rạn san hô thuộc cụm Nam Yết của quần đảo Trường Sa, nằm về phía tây nam của đá Gaven khoảng 2,5 hải lý, nằm về phía tây của đảo Nam Yết khoảng 7 hải lý, có tọa độ địa lý là 10°09′45″B 114°15′8″Đ / 10,1625°B 114,25222°Đ.
Đá Lạc đều đối tượng tranh chấp giữa Việt Nam, Philippines, Đài Loan và Trung Quốc.
Trung Quốc tuyên bố đã xây mốc chủ quyền trên đá Lạc vào ngày 6 tháng 7 năm 1992, và Bộ Ngoại giao Việt Nam đã lên tiếng khẳng định chủ quyền đối với đá Lạc vào ngày 9 tháng 7 cùng năm. Tuy nhiên đến này không có công trình nhân tạo cũng như sự hiện diện thường xuyên của hải quân nước nào trên thực thể này.
Diện tích của bãi san hô đá Lạc là vào khoảng 67 ha.

## Hình ảnh
| đảo Ba Bìnhbãi Bàn Thanđảo Sơn Cađá Núi Thịđá Én Đấtđảo Nam Yếtđá Lạcđá Ga VenVị trí tương quan đá Ga Ven và đá Lạc (nguồn: NASA). Tài liệu hàng hải quốc tế gọi khu vực rạn san hô vòng dạng hở này là Tizard Bank. |